# Catholicon (chiesa)

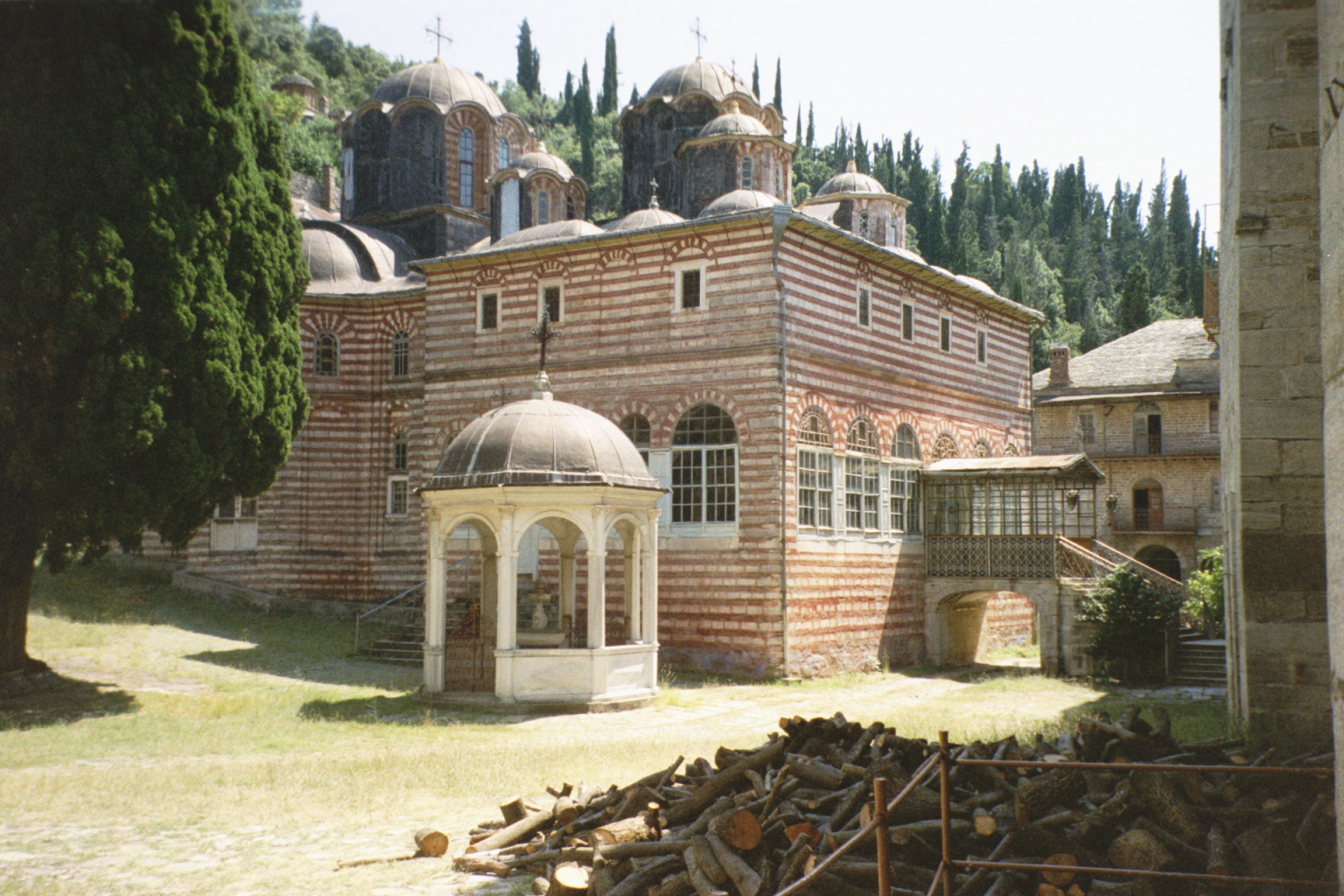
Il catholicon del monastero Zograf sul monte Athos

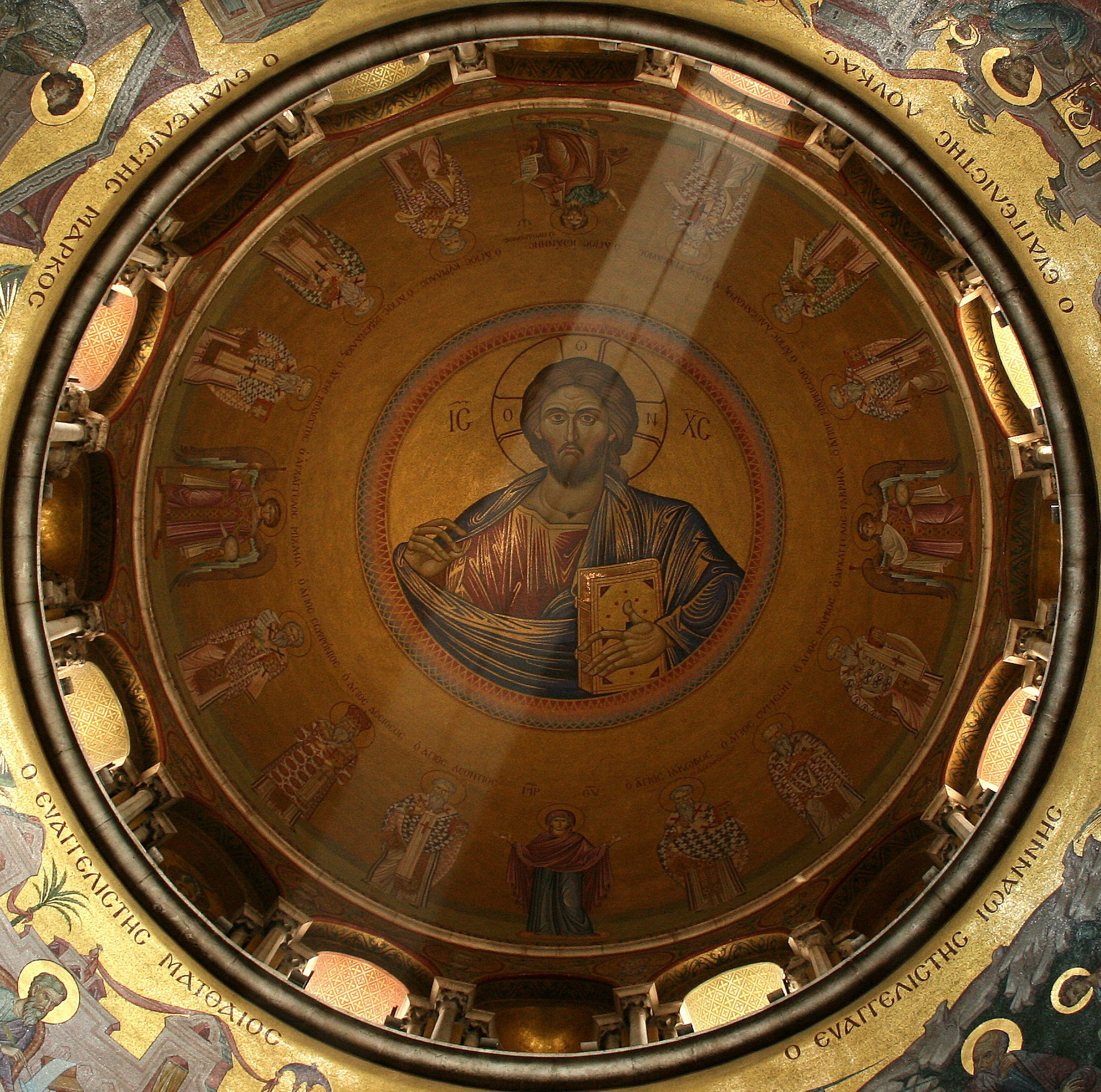
Mosaico della chiesa del Santo Sepolcro a Gerusalemme

Un catholicon o katholicon (in greco καθολικόν?) o sobor, nella chiesa ortodossa, può essere:
- la cattedrale di una diocesi,
- la chiesa principale di un monastero corrispondente alla chiesa conventuale della cristianità occidentale,
- una grande chiesa di una città nella quale si riuniscono tutti i fedeli del luogo, per celebrare alcune feste principali, piuttosto che recarsi nella loro chiesa parrocchiale.[1]

Il nome deriva dal fatto che è (di solito) la chiesa più grande dove si riuniscono tutti i fedeli per celebrare le maggiori festività dell'anno liturgico. In Russia, è abbastanza comune per un catholicon avere una chiesa più piccola nel seminterrato, che può essere più facilmente riscaldata in inverno. Un catholicon può avere delle particolari caratteristiche architettoniche come, ad esempio, una cattedra (trono episcopale) o sia un nartece interno che uno esterno usati in particolari occasioni come la veglia pasquale o i vespri ortodossi.
Il termine catholicon viene spesso tradotto in italiano come cattedrale piuttosto che assemblea e questo può causare confusione. Nella cattedrale di Sant'Isacco a San Pietroburgo, ad esempio, c'è un'iscrizione in russo e in inglese che descrive l'edificio come "кафедральный собор", reso in inglese come "cattedrale". Tuttavia una diocesi ortodossa può avere diverse catholicon, delle quali solo una è la sede vescovile, mentre le altre sono note semplicemente come catholicon. Il rettore di queste chiese è solitamente un arciprete.